# Адам Наджем
Адам Наджем (перс. آدام نجم / англ. Adam Najem; нар. 19 січня 1995, Вейн (Нью-Джерсі), США) — афганський та американський футболіст, півзахисник канадського клубу «Едмонтон» та національної збірної Афганістану.

## Клубна кар'єра

### Ранні роки та виступи в коледжі
З 2013 по 2016 рік виступав за футбольну команду Акронського університету, за яку провів 89 матчів, відзначився 33-ма голами та 29-ма гольовими передачами.
Під час навчання в коледжі Наджем також виступав за команди Прем'єр-дивізіону розвитку «Нью-Йорк Ред Буллз U-23» та «Мічиган Бакс», у футболці останнього з вище вказаних колективів виграв Прем'єр-дивізіон розвитку 2016 року.

### Доросла кар'єра
8 лютого 2017 року підписав контракт з командою Major League Soccer «Філадельфія Юніон» після придбання прав у «Нью-Йорк Ред Буллз» в обмін на вибір у другому раунду SuperDraft MLS 2018 року. На професіональному рівні дебютував 1 квітня 2017 року у фарм-клубі філадельфійців «Бетлегем Стіл» з United Soccer League, відіграв 90 хвилин у програному (2:3) поєдинку проти «Рочестер Ріноз». Першим голом за «Бетлегем Стіл» відзначився 17 червня 2017 року в переможному (2:0) поєдинку проти «Нью-Йорк Ред Буллз U-23». У футболці першої команди філадельфійців дебютував 15 квітня 2017 року в програному (0:2) поєдинку проти «Нью-Йорк Сіті». Після завершення сезону 2018 року «Філадельфія Юніон» не продовжила контракт із Адамом
5 лютого 2019 року приєднався до новачка Чемпіонату USL «Мемфіс 901». 9 березня 2019 року брав участь у дебютному матчі нового клубу, суперником в якому став «Тампа-Бей Раудіз». 29 березня 2019 року у матчі проти «Нью-Йорк Ред Буллз II» забив свій перший м'яч за «Мемфіс».
22 січня 2020 року приєднався до клубу польської Першої ліги «Вігри» (Сувалки), з яким підписав 6-місячний контракт з можливістю його продовження. За «Вігри» дебютував 1 березня 2020 року у першому матчі другого кола чемпіонату проти «Подбескідзе». 17 квітня 2020 року домовився про розірвання контракту із «Виграми» за взаємною згодою сторін.
5 серпня 2020 року повернувся до Сполучених Штатів, де приєднався до команди Чемпіонату USL «Тампа-Бей Раудіз». Угода з новою командою була розрахована до завершення сезону 2020 року. Дебютував за «Раудіз» 16 серпня у матчі проти «Маямі».

## Кар'єра в збірній
У серпні 2015 року Наджем брав участь у тренувальному таборі олімпійської збірної США для футболістів-студентів.
19 серпня 2018 року отримав свій перший виклик до національної збірної Афганістану на товариський матч проти Палестини (0:0).

## Особисте життя
Брат Адама, Девід, також професіональний футболіст, грає за «Нью-Мексико Юнайтед».

## Статистика виступів

### У збірній
| Дата       | Місто   | Господарі  | Результат | Гості      | Турнір            | Голи | Примітки |
| ---------- | ------- | ---------- | --------- | ---------- | ----------------- | ---- | -------- |
| 5-9-2019   | Доха    | Катар      | 6 – 0     | Афганістан | Відбір до ЧС 2022 | -    |          |
| 10-9-2019  | Душанбе | Афганістан | 1 – 0     | Бангладеш  | Відбір до ЧС 2022 | -    |          |
| 10-10-2019 | Маскат  | Оман       | 3 – 0     | Афганістан | Відбір до ЧС 2022 | -    | 68'      |
| 14-11-2019 | Душанбе | Афганістан | 1 – 1     | Індія      | Відбір до ЧС 2022 | -    | 12'      |
| 19-11-2019 | Душанбе | Афганістан | 0 – 1     | Катар      | Відбір до ЧС 2022 | -    | 81'      |
| 15-6-2021  | Доха    | Індія      | 1 – 1     | Афганістан | Відбір до ЧС 2022 | -    | 29' 73'  |
| Усього     |         | Матчів     | 6         |            | Голів             | 0    |          |